# Le Pari (nouvelle)
Pour les articles homonymes, voir Le Pari.
Le Pari (en russe : Пари) est une nouvelle d'Anton Tchekhov parue en 1889.

## Historique
Le Pari est initialement publié dans la revue russe Temps nouveaux, no 4613 en 1889 ; l'auteur publie le texte sous son propre nom. Selon une note de Claude Frioux, le récit contenait initialement un troisième chapitre que Tchekhov supprima de l'édition définitive sur proposition de Dmitri Grigorovitch.

## Résumé

### Chapitre I
Par une nuit d'automne, un vieux banquier se rappelle les termes et les circonstances d’un pari pris lors d'une soirée quinze ans auparavant. La majorité de l'assemblée se déclarait opposée à la peine de mort. Seul le banquier tenait la peine de mort pour préférable à une peine à perpétuité : selon lui, une mort rapide valait mieux que la mort à petit feu que représentait la réclusion perpétuelle. Lors de la discussion passionnée qui s'engagea alors, un étudiant en droit avait maintenu que la prison était préférable à la mort. Le banquier, piqué au vif, lui avait rétorqué que son contradicteur serait incapable de tenir seulement cinq années en prison, même contre deux millions de roubles. Mais l'étudiant accepte le pari, à la surprise un peu coupable du banquier qui est alors très riche.
Les deux protagoniste du pari se mettent alors d'accord sur les modalités pratiques de la réclusion volontaire du jeune homme : il sera enfermé pendant exactement quinze ans du 14 novembre 1870 à midi au 14 novembre 1885 à midi. La moindre tentative du prisonnier de rompre les conditions du pari libérerait le banquier de ses obligations. 
Bientôt enfermé dans une cabane au fond du jardin du banquier, sans contact avec l'extérieur (sinon par lettre), ne communiquant que par des notes, le prisonnier renonce d'emblée au vin et au tabac, et bien qu'il ait souffert de la solitude, joue intensivement du piano et lit des romans légers. La deuxième année, il cesse de jouer du piano et l'étudiant réclame uniquement des classiques. La cinquième année, on réentend de la musique, le prisonnier réclame du vin, ne lit plus et se plaint. La nuit il tente d'écrire et pleure parfois. Pendant sa sixième année, le prisonnier s'adonne à l'étude de des langues (six au total), de la philosophie et de l'histoire. Pendant les quatre ans qui suivent, on lui fournit environ six cents volumes. Après sa dixième année d'emprisonnement, l'étudiant ne réclame que les Évangiles. Après quoi, on lui fait parvenir divers ouvrages de théologie et d'histoire des religions.
Pendant ses deux dernières années de détention, le prisonnier lit un nombre extraordinaire de livres de toutes natures : sciences naturelles, 
Byron, Shakespeare, chimie, médecine, romans, traités de philosophie ou de théologie. « Ses lectures évoquaient l'image d'un naufragé qui nage au milieu d'épaves et qui, pour sauver sa vie, s'accroche avidement tantôt à l'une, tantôt à l'autre. »

### Chapitre II
La veille de la libération du prisonnier volontaire, le vieux banquier s’inquiète. Presque ruiné à la suite de spéculations hasardeuses, il ne sait « s'il est plus riche de d'argent ou de dettes ». Ses affaires ont périclité et il se retrouve banquier de second ordre ; les deux millions qu’il devra donner le mettront sur la paille. Il se figure son humiliation et de sombres pensées lui viennent à l'esprit : « La seule chose qui puisse me sauver de la banqueroute, c'est la mort de cet homme. »
Il est trois heures du matin. « Le jardin était noir et froid. Il pleuvait. Une bise humide et cinglante mugissait et secouait les arbres sans répit. » Le banquier se rend tant bien que mal chez son prisonnier sans rencontrer personne : même le gardien s'est mis à l'abri. « Si j'ai le courage de mettre mon dessein à exécution, songea le vieil homme, les soupçons se porteront d'abord sur le gardien. »
Il entre dans la cabane. Le prisonnier dort à même la table, au milieu de ses livres et ne réagit pas à l'arrivée du banquier, malgré la serrure rouillée qui gémit et la porte qui grince.  « Pauvre homme ! pensa le banquier. Il dort et rêve sans doute  à ses millions ! Il me suffit de prendre ce semi-cadavre, de le jeter sur son lit, d'appuyer légèrement son oreiller sur sa bouche et l'expertise la plus consciencieuse ne relèvera aucun indice de mort violente. »
Mais son regard tombe sur une feuille que l’étudiant lui destine et dans laquelle il raconte son cheminement intellectuel durant ces quinze années. Le mépris qu’il a maintenant pour « les biens de ce monde » : 
« Vos livres m'ont apporté la sagesse. Tout ce qu'au cours des siècles a créé l'infatigable pensée de l'homme se trouve concentré dans mon cerveau en une petite boule. Je sais que j'ai plus de raison que vous tous. Et je méprise vos livres, je méprise tous les biens du monde et la sagesse. Tout est insignifiant, périssable, illusoire et trompeur comme un mirage. ]...]
Pour vous montrer par mes actes le mépris où je tiens ce qui fait votre vie, je refuse les deux millions auxquels j'ai rêvé jadis comme au paradis et qu'aujourd'hui je méprise. Pour me priver de tout droit sur eux je sortirai d'ici cinq heures avant le délai fixé et romprai ainsi notre convention. »
La lecture du billet trouble le banquier, qui pleure et s'en va. Jamais il n'a été aussi humilié. Rentré chez lui, il se couche sans parvenir à s'endormir.
Au matin, les gardiens annoncent au banquier que l’homme s'est enfui. Le banquier se rend au pavillon, s'empare de la lettre de renonciation du prisonnier et pour couper court aux bavardages, l'enferme dans son coffre-fort.

## Édition française
- Anton Tchekhov (trad. Édouard Parayre, révisé par Lily Denis), Œuvres, t. II : Récits (1887-1892), Paris, Gallimard, coll. « Bibliothèque de la Pléiade », 2008 (1re éd. 1970), 1024 p. (ISBN 978-2-07-010550-2), « Le Pari »